# Stadion Ivančna Gorica
Stadion Ivančna Gorica ( slovensko: Stadion Ivančna Gorica ), znan tudi kot Športni park Ivančna Gorica ( slovensko: Športni park Ivančna Gorica), je večnamensko igrišče v Ivančni Gorici, Slovenija. Uporablja se predvsem za nogometne tekme in je domače igrišče slovenskega tretjeligaša NK Ivančna Gorica.
Stadion trenutno sprejme 1500 gledalcev. 